# Burg Ostervelde
Die Burg Ostervelde ist eine abgegangene hochmittelalterliche Stadtburg des Erzbistums Köln im Ortsteil Kallenhardt der Stadt Rüthen im Kreis Soest in Nordrhein-Westfalen.

## Geschichte
1254 wurde die Burg Ostervelde zum ersten Mal erwähnt, als die nördlicher im Tal gelegene curtis und die Burg in der Fehde zwischen dem Kölner Erzbischof Konrad I. und Bischof Simon I. von Paderborn zerstört wurden. Anschließend wurde die Burg durch den Erzbischof wieder aufgebaut und diente als Stadtburg für die in den letzten Jahrzehnten des 13. Jahrhunderts gegründete Stadt Kallenhardt. Im 14. Jahrhundert sind die von Lürwald zu Suttorp als Inhaber der Burg belegt. 1448 wurde die Burg an Johann von Hanxleden verkauft. 1508 übernahm Johann von Schorlemer das Burglehen von seinem Schwiegervater Wigant von Hanxlede, wobei er „Türme und Mauern“ vorfand. Er errichtete dort einen neuen Wohnsitz. 1650 wurde der Burgsitz durch Wilhelm von May angekauft. 1710 erwarb die Stadt das Gelände, riss die Burggebäude ab und teilte das Areal in vier Hausstätten auf.
Heute sind von der Spornburg keine Reste mehr vorhanden. Über ihre ehemalige Gestalt sind keine Aussagen möglich.